# Qiyunshan
Qiyunshan (kinesiska: 齐云山) är en köping i östra Kina. Den ligger i Xiuning härad i staden Huangshan i provinsen Anhui,  omkring 240 kilometer söder om provinshuvudstaden Hefei. Antalet invånare är 12 263. Befolkningen består av 6 031 kvinnor och 6 232 män. Barn under 15 år utgör 9,0 %, vuxna 15-64 år 78 %, och äldre över 65 år 11,0 %.